# Mstów (gemeente)
De gemeente Mstów is een landgemeente in het Poolse woiwodschap Silezië, in powiat Częstochowski.
De zetel van de gemeente is in Mstów.
Op 30 juni 2004 telde de gemeente 10 117 inwoners.

## Oppervlakte gegevens
In 2002 bedroeg de totale oppervlakte van gemeente Mstów 119,84 km², waarvan:
- agrarisch gebied: 79%
- bossen: 13%

De gemeente beslaat 7,89% van de totale oppervlakte van de powiat.

## Demografie
Stand op 30 juni 2004:
| Omschrijving                   | Totaal | Totaal | Vrouwen | Vrouwen | Mannen | Mannen |
| ------------------------------ | ------ | ------ | ------- | ------- | ------ | ------ |
| eenheid                        | aantal | %      | aantal  | %       | aantal | %      |
| inwoners                       | 10 117 | 100    | 5068    | 50,1    | 5049   | 49,9   |
| bevolkingsdichtheid (inw./km²) | 84,4   | 84,4   | 42,3    | 42,3    | 42,1   | 42,1   |

In 2002 bedroeg het gemiddelde inkomen per inwoner 1189,87 zł.

## Plaatsen
Brzyszów, Cegielnia, Jaskrów, Jaźwiny, Kłobukowice, Kobyłczyce-Okupniki, Krasice, Kuchary, Kuśmierki, Latosówka, Łuszczyn, Małusy Małe, Małusy Wielkie, Mokrzesz, Mstów, Siedlec, Srocko, Gąszczyk, Wancerzów, Zawada.

## Aangrenzende gemeenten
Częstochowa, Dąbrowa Zielona, Janów, Kłomnice, Olsztyn, Przyrów, Rędziny